# Domenico Scarlatti
Giuseppe Domenico Scarlatti (26. října 1685 Neapol – 23. července 1757 Madrid) byl italský varhaník, cembalista, sbormistr, kapelník a hudební skladatel.
Domenico byl mladším synem Alessandra Scarlattiho, význačného autora oper (starší syn byl Pietro Filippo Scarlatti). Dalším významným skladatelem z rodu Scarlattiů byl Giuseppe Scarlatti.

## Životopis
Základům hudby Scarlattiho naučil jeho otec. Několik let Domenico Scarlatti působil jako varhaník a sbormistr. V Římě začal skládat operní hudbu. V roce 1708 se poznal v Itálii s Händelem (později se potkávali v Londýně).
Od roku 1709 byl Scarlatti v Římě ve službách polské královny Marie Kazimíry, jež zde žila v exilu a měla soukromé divadlo. V letech 1715-1719 působil jako vrchní kapelník u sv. Petra.

Roku 1719 Scarlatti odešel do Londýna a stal se cembalistou v italské opeře. V roce 1721 byl jmenován dvorním cembalistou a učitelem portugalského krále Jana V. Portugalského. Učil i jeho dcery (především Marii Barbaru. V roce 1729 se princezna Marie Barbara provdala za španělského korunního prince Ferdinanda VI. a Scarlatti s ní odjel do Madridu. Cestoval po světě, prohrál svůj majetek v kartách a v Madridu zůstal až do konce života.

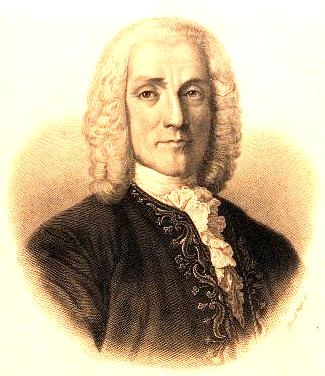
Domenico Scarlatti

## Dílo
- položil základy hudební formy = sonáta
- složil asi 555 skladeb starosonátovou formou (jednověté skladby s dvěma kontrastními tématy)
- celé jeho dílo vydal posmrtně Ricordi (11 dílů),
- nejznámější Scarlattiho skladbou je asi jeho „Kočičí fuga“, jež prý vznikla z tématu, které „zahrála“ kočka přeběhnuvší přes klaviaturu.